# Ла-Мансанилья-де-ла-Пас
Ла-Мансани́лья-де-ла-Пас (исп. La Manzanilla de la Paz) — посёлок в Мексике, в штате Халиско, входит в состав одноимённого муниципалитета и является его административным центром. Численность населения, по данным переписи 2020 года, составила 2728 человек.

## Общие сведения
Поселение было основано как конгрегация в 1882 году жителями близлежащих ранчо: Гуадалахарита, Сан-Мигель-де-лас-Флорес и Эль-Ринкон. Ему было дано имя La Manzanilla, по местному названию мексиканского боярышника.
1 октября 1886 года Ла-Мансанилья получает статус населённого пунка в составе муниципалитета Тисапан-эль-Альто, а в 1893 году статус посёлка.
22 октября 1909 года указом губернатора штата Ла-Мансанилья становится административным центром нового муниципалитета с одноимённым название.
14 января 1969 года к названию посёлка и муниципалитета было добавлено la Paz — с испанского мир, что относится к примирению нескольких местных семей.
Ла-Мансанилья-де-ла-Пас расположен в 110 км к югу от столицы штата, города Гвадалахара, на региональной автодороге 405.

## Население
| Год  | Численность | Численность |
| ---- | ----------- | ----------- |
| 2000 | 2561        | [ 7 ]       |
| 2010 | 2549        | [ 8 ]       |
| 2020 | 2728        | [ 9 ]       |